# فرودگاه رادیوم هات اسپرینگز
فرودگاه رادیوم هات اسپرینگز (به انگلیسی: Radium Hot Springs Airport) یک فرودگاه خصوصی است که یک باند فرود چمن دارد و طول باند آن ۷۹۲ متر است. این فرودگاه در کشور کانادا قرار دارد و در ارتفاع ۸۰۸ متری از سطح دریا واقع شده است.